# 山口権三郎
山口 権三郎（やまぐち ごんざぶろう、1838年7月29日（天保9年6月9日） - 1902年（明治35年）10月12日）は、日本の政治家、実業家である。

## 来歴・人物
越後国刈羽郡横沢村（現在の新潟県長岡市）で大庄屋格の家柄の長男として生まれる。1848年に庄屋見習役が拝命され、1851年に庄屋に昇格し、1855年に庄屋格に昇格し、同時に帯刀も許された。1879年に新潟県会議員に当選し、1880年と1889年に県会議長を務めた。1893年に日本石油の設立に参画。1894年に欧米を視察し、翌年に第一回衆議院選挙に立候補した。第四国立銀行、新潟鉄工所、北越鉄道、長岡銀行などの設立にも携わり、新潟県における事業の振興に貢献した。

## 家族・親族
- 長男 ： 山口達太郎
- 孫 ： 山口誠太郎（達太郎の長男）
- 弟：野本互尊（長岡の実業家）